# Achappana Koppalu
Achappana Koppalu là một làng thuộc tehsil Shrirangapattana, huyện Mandya, bang Karnataka, Ấn Độ.